# 伍澄宇

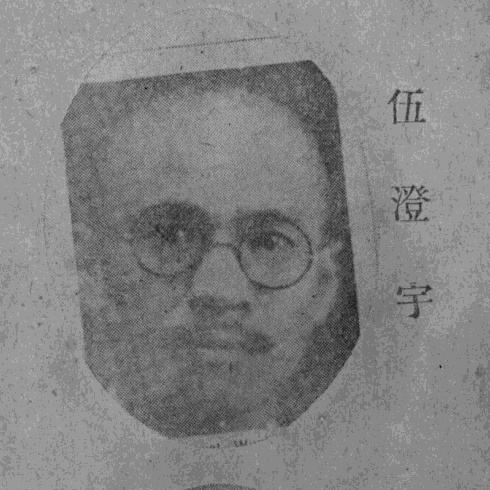
《民國名人圖鑑》，1937年

伍澄宇（1888年—1962年），字平一。廣東台山人。律師。

## 生平
在日本留學時加入同盟會。後赴美。任同盟會美國支部長。曾任孫中山祕書。
其後投汪精衛國民政府，任偽立法院外交委員會委員長。戰後因漢奸罪被判刑8年。1949年4月保釋出獄，送往台灣。
後因與王博文相約回到大陸。1950年4月22日被羈押。經多次審理，被判10有期徒刑。1960年4月21日刑期結束，6月8日開釋。
1962年11月12日因患腦溢血，在台大醫院病逝。